# Learning Curves
Learning Curves è un film nel 2003 diretto da Kilian Kerwin.

## Trama
Brad, uno studente d'arte, sperando di vincere una prestigiosa borsa di studio, trova la sua anima gemella fingendosi un'importante professore universitario.

## Distribuzione internazionale
- Uscita negli  USA: 2003